# Хикс, Билл
Уи́льям Ме́лвин (Билл) Хикс (англ. William Melvin "Bill" Hicks; 16 декабря 1961, Валдоста, Джорджия — 26 февраля 1994[…], Литл-Рок) — американский стендап-комик и социальный критик. Своим юмором Хикс бросил вызов мейнстриму, стремясь, по его собственным словам, «просветить людей и заставить их думать самостоятельно».
В своём творчестве Хикс использовал непристойный язык и описывал себя как «Хомского с шутками ниже пояса». В своих выступлениях Хикс обсуждал общество, религию, политику, философию и личные проблемы. Творчество Хикса было часто нарочито полемично, со значительной примесью чёрного юмора. Как в своих стендап-выступлениях, так и в интервью Хикс часто критиковал потребительство, поверхностность, посредственность и банальность в средствах массовой информации и массовой культуре, называя эти явления орудиями, используемыми правящим классом для того, чтобы «держать людей в тупости и апатии».
Билл Хикс умер 26 февраля 1994 года от рака поджелудочной железы. После смерти Хикса его творчество завоевало значительное признание и популярность. В 2004 году Хикс занял 19-е место в списке величайших стэндап-комиков всех времён по версии Comedy Central. В 2007 году в подобном же списке по версии британского телеканала Channel 4 Хикс оказался на 6-м месте.